# Arthroderma melis
Arthroderma melis är en svampart som beskrevs av Krivanec, Janecková & Otcenášek 1977. Arthroderma melis ingår i släktet Arthroderma och familjen Arthrodermataceae.   Inga underarter finns listade i Catalogue of Life.